# Consolidamento delle costruzioni

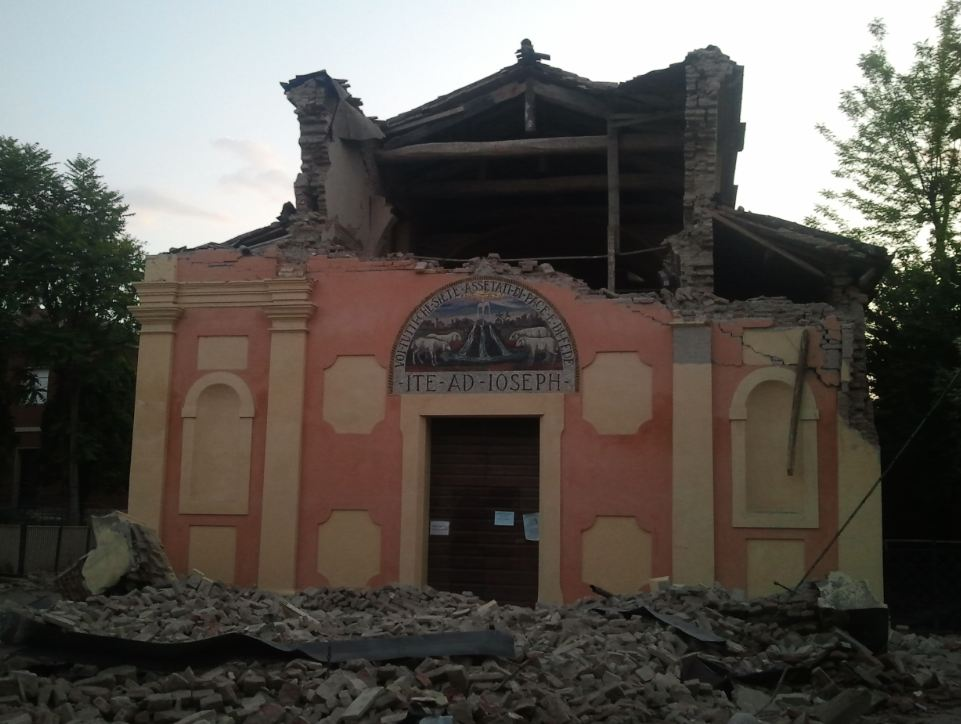
Chiesa del mulino di San Felice sul Panaro

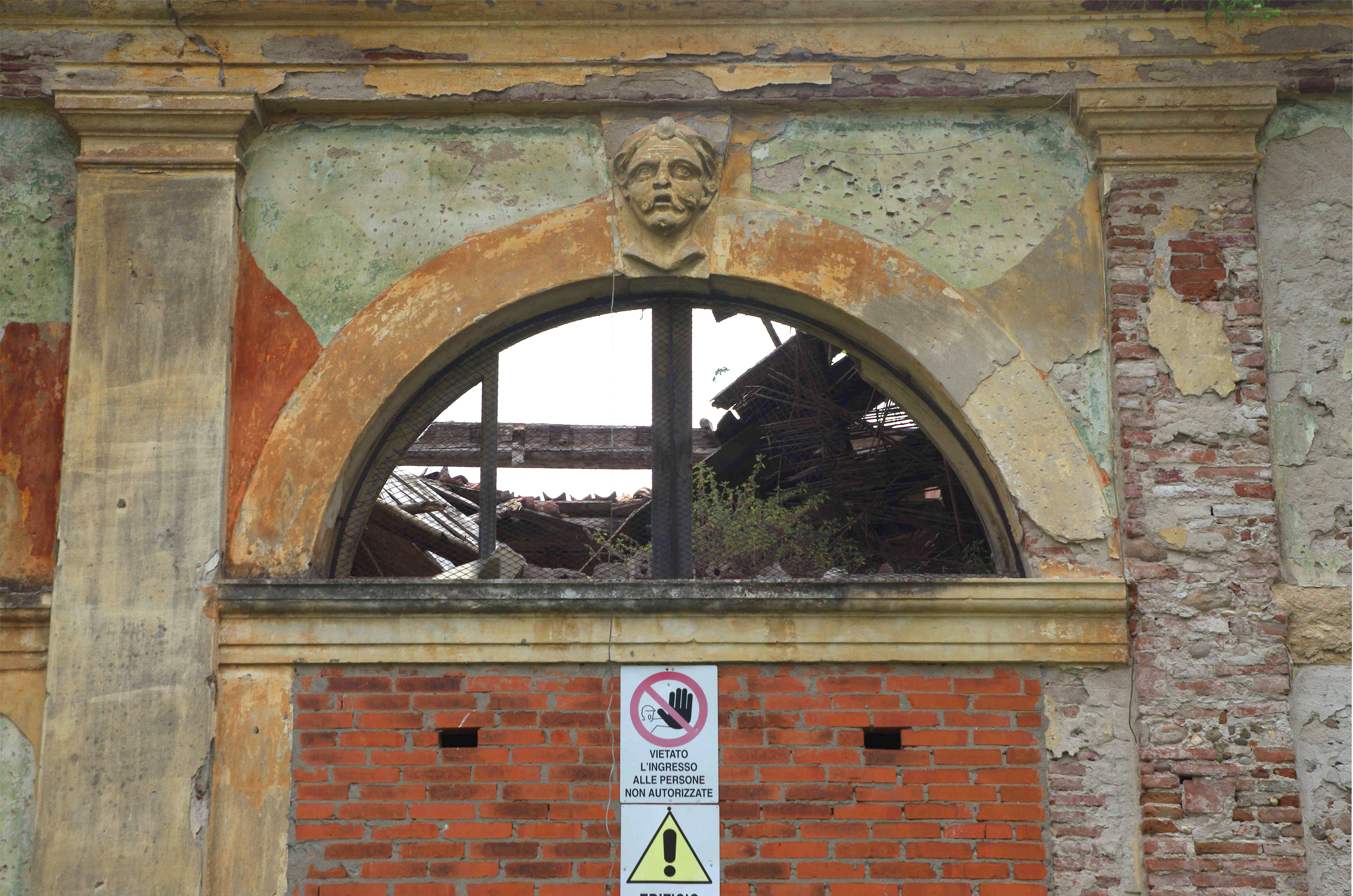
Cedimento del tetto e caduta dell'intonaco di Villa Pellegrini Marioni Pullè a Chievo (Verona)

Con consolidamento delle costruzioni si intendono tutti quei processi di conoscenza, di progetto e di intervento, atti a far recuperare ad un edificio le sue caratteristiche strutturali, perse a causa di un'azione sismica, di degrado o di altre azioni che portano la struttura a perdere delle caratteristiche strutturali. La maggior parte delle azioni di consolidamento avvengono su strutture in murature portante, realizzata spesso secondo le regole dell'arte e calcolate secondo criteri di calcolo differenti da quelli per le strutture in cemento armato, secondo la scienza delle costruzioni.
Spesso questi tipi di intervento strutturale sono affiancati da altri di recupero o di restauro.

## Storia
La storia del consolidamento delle strutture in muratura portante è caratterizzata da interventi sempre atti a fare sì che un edificio possa recuperare la sua capacità di resistere alle azioni verticali dovute principalmente alla forza di gravità ed in alcune zone si sono realizzati per poter migliorare la resistenza delle costruzioni alle azioni orizzontali. Uno dei primi esempi su un'opera monumentale sono quelli realizzati nel Colosseo per rallentare la spinta degli archi, difatti l'eliminazione nel tempo dei materiali nelle arcate ha portato queste a non avere più nessun ritegno: Raffaele Stern "per via d'aggiungere" inserì uno sperone in laterizio al monumento. Le prime due arcate di ogni ordine furono tamponate e lo sperone rustico fu realizzato privo delle forme architettoniche delle arcate esistenti a causa dell'emergenza e della necessità di praticare l'intervento in economia e rapidità. Altro intervento sul Colosseo fatto pochi anni dopo da Giuseppe Valadier venne fatto per le stesse cause ma con meno rapidità, decise di inserire due arcate in mattoni più uno sperone che bloccò le spinte delle arcate.

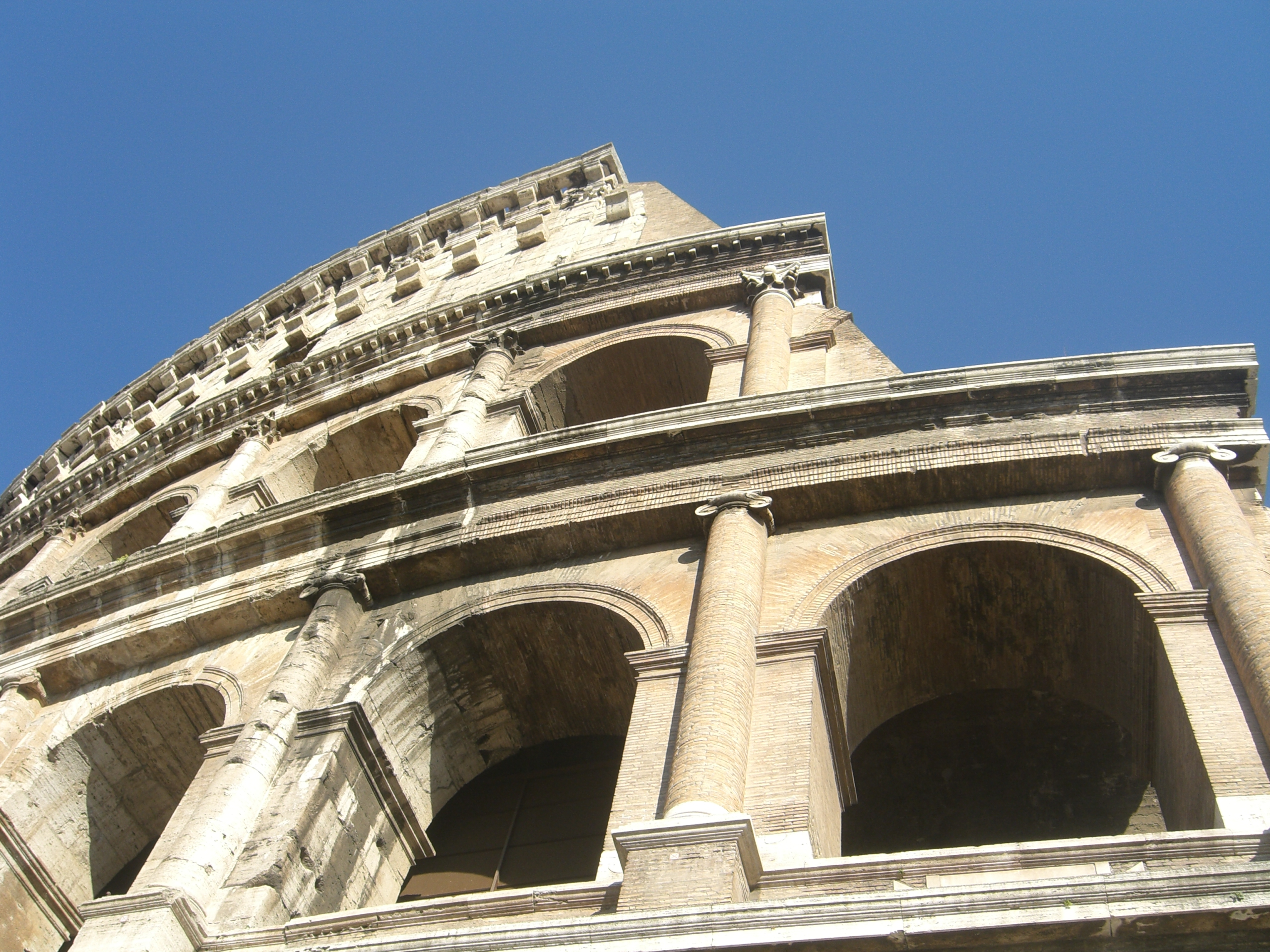
Particolare dei contrafforti del Colosseo

Nel corso della riscoperta e rivalutazione delle opere storiche avvenute nell'ottocento, molti sono stati gli interventi di consolidamento sulle costruzioni esistenti. Tuttavia gli interventi necessari a consolidare una struttura vengono spesso eseguiti solo dopo il terremoto.
Dall'inizio del XIX secolo in Francia i prefetti responsabili del restauro delle cattedrali decidono di rivolgersi all'accademia di École nationale des ponts et chaussées per gli aspetti strutturali. Dal 1834 venne deciso che per ogni intervento relativo ai monumenti storici debba essere sottoposto al giudizio del Consiglio Generale delle Costruzioni Civili, simile all'italiano Genio Civile.
A seguito del terremoto di Messina il governo emanò la prima normativa sismica nel 1909 dove separava le costruzioni in due categorie:
- Costruzione ordinaria: vennero redatti una serie di provvedimenti tecnici volti a ricondurre gli edifici esistenti a quelli di nuova costruzione, cioè realizzati con una muratura confinata;
- Costruzioni monumentali: per la prima volta venne inserito il criterio del caso per caso: le riparazioni degli edifici di carattere nazionale, in ispecie di valore artistico, storico od archeologico, sarà stabilito, caso per caso, il partito da seguire per il consolidamento.

Durante la prima metà del XX secolo c'era una grande fiducia nell'ingegneria e nelle tecniche moderne; tuttavia l'impossibilità di applicare agli edifici in muratura gli stessi criteri, meccanismi, modelli, delle strutture in cemento armato porta la tecnica a sviluppare una teoria: inserire in una struttura esistente una serie di sottostrutture per riportare il meccanismo a quello di una struttura che si può calcolare. Si instaura un pensiero che porta all'uso massivo di cemento nel restauro dei meccanismi. Nella carta del restauro di Atene del 1931 veniva scritto:
Tuttavia nel secondo dopoguerra si instaura un ripensamento critico. Non bastava più riportare la struttura ad un modello calcolabile, perché le costruzioni monumentali esiste anche il problema conservativo, arte e tecnica negli edifici antichi sono una cosa sola

## La conoscenza
La conoscenza della costruzione storica in muratura è una parte fondamentale per una buona valutazione della sicurezza sismica e per poter eseguire un buon intervento di miglioramento. I problemi riscontrabili sono quelli di tutti i comuni edifici, anche nel caso di beni appartenenti al patrimonio culturale tutelato, è tuttavia difficile valutare o ritrovare i dati originari dei materiali e della costruzione, valutare le modifiche intercorse nel tempo, i fenomeni di degrado derivanti dalle trasformazioni antropiche, o dovute al terremoto. Considerando che una campagna di indagini su tutto l'edificio sarebbe troppo costosa ed invasiva.
L'attendibilità del modello e dei materiali a cui ci riferiamo per una valutazioni non possono essere sempre disponibili in toto, per questo è stato introdotto il concetto dei livelli di conoscenza relativamente al livello delle indagini e dei rilievi eseguiti, si sono creati dei fattori di confidenza per poter valutare realmente gli interventi.
Grazie a queste indagini si possono valutare diversi fattori che servono per valutare la struttura:
- Identificazione della costruzione e della struttura
- Rilievo geometrico complessivo di fessurazione
- Ricostruzione della storia della struttura
- identificazione dei materiali e del loro stato di degrado
- Conoscenza del sottosuolo e delle fondazioni

### Indagini
È possibile eseguire su un edificio delle indagini dirette o indirette a seconda se queste sono meno o più invasive. I dati ottenuti saranno poi da valutare e considerare a seconda di quello che è stato tirato fuori da queste indagini. In base agli strumenti adottati si possono eseguire:
- Endoscopio
- Sclerometro
- Termografia
- Georadar
- Tomografia sonica
- Magnetoscopia
- Prova sonica ed ultrasonica
- Carotaggio
- Test di laboratorio
- Fotometria
- Martinetto piatto
- Doppio martinetto piatto
- Prova a trazione diagonale della muratura
- Penetrometro

### Monitoraggio
Nel caso si deve verificare una struttura che sembra stia cedendo senza troppe indagini invasive si può intervenire con degli strumenti che ci aiutano a valutare e misurare nel corso del tempo l'evoluzione dei fenomeni locali, come ad esempio l'aprirsi di una vena nella muratura. Il controllo periodico sugli edifici monumentali risulta indicativo ed importante per la manutenzione e la conservazione di questi. È importante pianificare un programma di monitoraggio nel tempo in base al funzionamento strutturale, che un monitoraggio eseguito nel continuo nel tempo permette di valutare il buon comportamento o delle evoluzioni pericolose che si possono venire a creare. Risulta importante il controllo visivo della struttura, se si trovano delle fessure nuove o ampliate. Si possono riscontrare:
- Movimento delle lesioni;
- Spostamenti della costruzione tramite l'uso dei punti di controllo;
- Rotazione degli elementi;

Le misurazioni possono essere fatte andando direttamente sul posto, oppure tramite degli strumenti che trasmettono dei dati tramite l'utilizzo di centraline per la trasmissione telematica. Si possono eseguire:
- Rilievo topografico;
- Rilievo fotogrammetrico;
- Laser scanner;
- Distanziometro laser;
- Clinometri da parete;
- Profili sottili di vetro;
- Fessurimetri o misuratori di giunti;
- Vibrometri;
- Mire ottiche;
- Inclinometri;
- Piezometro;
- Assestimetri;

## Interventi ed adeguamento
La scelta della strategia e delle tecniche di intervento è relativa alla scelte ed alle valutazioni eseguite nella fase conoscitiva e di monitoraggio dell'edificio. L'obiettivo non è solo la conservazione del manufatto, ma anche la conservazione del funzionamento strutturale, dove questo sia recuperabile senza dover perdere il bene stesso, si dovrà valutare anche la possibilità di inserimento di opere impiantistiche. Per conservare meglio l'originalità del manufatto è necessario che gli interventi sia in numero minore e di impatto minimo, ma sufficientemente efficienti, senza tuttavia aumentare eccessivamente la rigidezza, poiché la rigidezza aumentata in un solo punto potrebbe influire su tutto l'edificio, creando elementi troppo rigidi che potrebbero causare danni gravi in caso di sisma: esempio è la realizzazione di un tetto in cemento armato sostituito ad uno in legno, oppure realizzare un solaio in laterocemento rigido invece che uno in legno, queste due soluzione inseriscono degli elementi rigidi che non permettono alla struttura di muoversi per dissipare l'energia proveniente da un'azione sismica.
Gli interventi dovranno conservare il può possibile la presenza di beni artistici e decorativi. Si devono evitare interventi di demolizione-ricostruzione o demolizione-sostituzione, intervenendo per conservare la struttura esistente senza apportare trasformazioni radicali. Si deve verificare l'intera struttura prima e dopo l'intervento proposto, il tutto in fase progettuale, per verificare che la soluzione di intervento proposta sia sufficiente. È inutile pensare ad interventi che non producano effetti di sicurezza efficienti sulla struttura. Spesso la semplice manutenzione su queste strutture può prevenire alcuni danni che si vanno a creare col tempo. Sono privilegiati gli interventi che non troppo invasivi e che possono essere eliminati in futuro. Se ci sono elementi danneggiati si dovranno riparare e mantenere, facendo recuperare, se possibile la loro capacità strutturale. È molto importante che gli interventi proposti siano anche poco impattanti in corso d'opera, il cantiere non deve essere troppo invasivo, se necessario si dovrà fare un progetto di cantiere, sempre che non sia eccessivamente invasivo.
Si possono riassumere le diverse strategie di intervento:
- Rinforzo degli elementi resistenti, aumentandone resistenza, duttilità o entrambe;
- Inserire elementi nuovi, per aumentare la sicurezza di una parte o di tutto l'edificio, questi non dovranno tuttavia sconvolgere il funzionamento della struttura;
- Cambio di destinazione d'uso diminuendo i carichi in gioco;
- Inserire protezioni passive di base o controventi;
- Se possibile ridurre le masse, valutando tuttavia se porta maggiori benefici o meno;

Questi interventi possono differire per alcune caratteristiche:
- Invasività e reversibilità;
- Comportamento statico e dinamico accertato e conseguito;
- Estensione;
- Stato di coazione fornito;
- Integrità architettonica;
- Durabilità e compatibilità materiale;

Esistono casi in cui si deve intervenire non a livello strutturale ma impiantistico, come la messa a norma, che tuttavia spesso intervengono a livello strutturale. Si dovrà quindi valutare come l'impianto incide sul strutturale, anche come carichi, quindi si dovranno realizzare impianti che non siano troppo invasivi nella struttura. Esempi sono i tagli e le bucature eseguite negli orizzontamenti, nei solai, nelle murature.
A differenza della mancanza strutturale che viene valutata possiamo avere differenti tipi di intervento volti ognuno a ripristinare un determinato fattore:
- Ridurre la carenza di collegamenti tra gli elementi;
- Ridurre la spinta degli archi e delle volte;
- Ridurre l'eccessiva deformabilità dei solai e consolidarli;
- Coperture;
- Incremento della resistenza delle murature;
- Interventi su pilastri e colonne;
- Interventi di fondazione;
- Interventi su elementi non strutturali.

### Ridurre la carenza di collegamenti tra gli elementi
Si eseguono per far sì che la struttura reagisca con un comportamento d'insieme, realizzando dei buoni ammorsamenti tra le pareti ed efficaci collegamenti tra i muri ed i solai, che le spinte prodotte dalla volte siano ben contrastate come i tetti spingenti. Per permettere queste strutture si possono realizzare:
- Inserimenti di tiranti, come le catene: vengono inserite degli elementi metallici o no, di solito sono delle barre metalliche, ma possono anche essere degli elementi lignei, che corrono lungo tutti i muri perimetrali fissati all'estremità con dei bolzoni, permettendo all'edificio di comportarsi in maniera scatolare. Questi impediscono alle pareti il ribaltamento fuori dal piano, fa formare il meccanismo tirante-puntone nelle fasce murarie sopra porta e sotto le finestre. Vengono spesso inseriti al lato delle murature a livello degli orizzontamenti in maniera da rendere l'intervento reversibile. Se si dovesse intervenire inserendo una catena all'interno della muratura la si deve mettere in guaina e non gettata, in maniera che sia reversibile, sollecitata al punto giusto ma senza aumentare eccessivamente il livello di compressione nella muratura.
- Scuci e cuci: eseguito con pietre o mattoni quando i collegamenti tra le murature sono deteriorati, scadenti o ci siano delle fessurazione. Si tratta di demolire una parte di muratura e di ripristinarla secondo le regole, per ripristinare il comportamento della muratura. Visto che comunque è una tecnica distruttiva si dovrà valutare se realizzarla, se la perdita di una parte originaria di muratura è accettabile o meno.
- Perforazioni armate: si eseguono delle forature con una trivella, vengono inserite all'interno delle barre metalliche e quindi delle malte da boiaccatura o delle resine. Devono eseguirsi se non è possibile fare altrimenti, visto la notevole invasività dell'intervento, oltre che la non sicurezza sull'efficacia vista che spesso non sussiste una omogeneizzazione tra i materiali. Si eseguono solo su murature in buono stato, altrimenti è consigliabile inserire delle catene.
- Cordoli in sommità: si possono eseguire per collegare la muratura quando questa è poco coesa o per migliorare l'interazione con la copertura. Si tratta di un cordolo realizzato sulla sommità dei muri perimetrali che unisce tutte le pareti. Può essere realizzata secondo diverse tecniche:
  - Muratura armata: si esegue una muratura piena a tutto spessore che copre tutto lo spessore della muratura. Sono mattoni pieni al cui interno in appositi fori viene inserite una armatura in acciaio. Questo tipo di intervento permette alla struttura di avere dei valori di compressione simili a quelli della muratura, ma con una resistenza a trazione sicuramente superiore a causa della presenza dell'acciaio. Il collegamento con la muratura sottostante può essere garantito solo dall'attrito oppure si possono realizzare dei tirafondi di collegamento.
  - Acciaio: risulta una buona scelta meccanica visto la leggerezza della struttura, ottima per consolidare la sommità ed un ottimo collegamento se il tetto superiore è in legno. Esistono due tecniche principali:
    - Struttura reticolare e piatti metallici posizionati in sommità;
    - Piatti o profili posizionati sui due paramenti collegati con delle barre metalliche, il tutto posizionato leggermente più basso del punto di sommità della muratura;

  - Cemento armato: è una struttura molto usata, tuttavia l'eccessivo peso e l'eccessiva rigidezza di questa scelta non la rende una buona soluzione.

## Normativa italiana
La normativa antisismica italiana è tra le prime al mondo a considerare il sisma. Il Regio Decreto del 1909 venne realizzato dopo un lungo dibattito che nacque dal grave terremoto di Messina del 1902 che aveva causato 20'000 morti. Questa prima normativa antisismica, prevedeva per le costruzioni ordinarie una serie di provvedimenti tecnici volti a ricondurre gli edifici esistenti a quelli di nuova costruzione cioè di muratura confinata, mentre per le costruzioni ritenute monumentali si afferma per la prima volta la valutazione caso per caso, senza rientrare nelle varie tipologie possibili. Esempio venne imposto che nelle case a schiera gli edifici alle estremità dovessero avere i muri spessi il doppio rispetto agli altri. Tuttavia la mancanza di eventi che facessero sensibilizzare l'opinione pubblica oltre che l'introduzione sul mercato del cemento armato ha prodotto una grande fiducia in questo tipo di strutture: molti restauri e recuperi vennero infatti realizzati con l'uso del C.A.
La Carta del Restauro del 1931 approva ufficialmente l'impiego delle risorse della tecnica moderna, cioè del cemento armato e dell'acciaio, per il consolidamento di edifici anche monumentali. Nel dopoguerra si assiste però ad una fase di ripensamento sull'utilizzo di tali tecniche. Viene ribadito il concetto che nelle costruzioni monumentali non esiste solo il problema conservativo, in quanto in tali edifici sia l'arte e che la tecnica sono una sola cosa. Nella Carta del Restauro di Venezia del 1964 si prevede di usare tutte le tecniche che garantiscono la conservazione invece di conservare anche la tecnica, visto che molte di queste sono nate empiricamente e non basate su dati scientifici, come ad esempio il cemento armato.
Il decreto del Ministero dei lavori pubblici del 2 luglio 1981 ha introdotto per la prima volta il concetto di adeguamento ad un livello di sicurezza delle strutture esistenti alla pari di quelle nuove, attraverso l'analisi di un modello strutturale. Lo schema che si va a considerare deve rispecchiare il più possibile la situazione attuale della costruzione, mentre viene lasciata libertà riguardo al modello di calcolo. Viene utilizzato in questi anni il metodo POR. Il 16 gennaio 1996 venne emanato un nuovo decreto da parte del Ministero dei lavori pubblici: Norme tecniche per gli edifici in area sismica. In questo vennero considerate due strategie diversi per intervenire sugli edifici, il miglioramento e l'adeguamento sismico delle strutture. In questo si consiglia di intervenire sul patrimonio culturale esistente migliorandolo, poiché alle volte l'adeguamento risulterebbe troppo invasivo. Il Consiglio Superiore dei Lavori Pubblici emise le istruzioni n°564 il 28 novembre 1997 con il titolo Istruzioni generali per la redazione dei progetti di restauro dei beni architettonici di valore storico artistico in zona sismica; per la prima volta viene specificato che un intervento di restauro non debba mai rientrare nei casi dell'adeguamento, il problema ce lo si deve porre solo nei casi di destinazione d'uso.
Nel 2003 vengono pubblicate le Norme tecniche per il progetto, valutazione e adeguamento sismico degli edifici dove il dipartimento di Protezione Civile afferma che sui beni tutelati si può limitarsi ad interventi di miglioramento; viene richiesto il calcolo dell'accelerazione massima al suolo che porta al raggiungimento di ciascun stato limite, sia prima che dopo gli interventi proposti; questo per valutare la bontà di un intervento antisismico a livello di costo ed invasività. La  legge n.42 del 22 gennaio 2004 il Codice dei beni culturali e del paesaggio, dove il Ministero per i beni e le attività culturali conferma che, nelle zone dichiarate a rischio sismico, il restauro deve comprendere anche il miglioramento strutturale, nella sezione II - Misure di conservazione, articolo 29 - Conservazione.
L'ordinanza del presidente del Consiglio dei ministri n°3431 del 2005 viene costituita la commissione per la redazione delle linee guida per l'applicazione al patrimonio culturale. Gli scopi quelli di definire gli stati limite da considerare per un edificio tutelato e i vari livelli di sicurezza, indicare dei modelli di calcolo idonei e chiarire quali livelli di sicurezza sono accettabili suggerendo metodi semplificati per le verifiche su tutto il patrimonio esistente. La finalità è di programma una serie di interventi volti a mitigare il rischio sismico degli edifici.
Viene prodotto un documento dalla commissione mista del Ministero per i beni e le attività culturali e del Dipartimento della protezione civile, esaminato ed emendato da una commissione istituita dal Consiglio superiore dei lavori pubblici, al fine di renderlo coerente con le Norme tecniche per le costruzioni del 2005. La direttiva è stata pubblicata a fine gennaio 2008, ma subito dopo vengono pubblicate le nuove Norme tecniche per le costruzioni del 2008, facendo risultare inapplicabile in quanto queste ultime hanno introdotto un nuovo approccio per la definizione dell'input sismico. Si è reso necessario un allineamento tra i due testi. Dopo alcune modifiche, la commissione approva il nuovo testo nel gennaio 2011 e lo ha sottoposto al Consiglio superiore dei lavori pubblici che dovrà esaminarlo e approvarlo per la pubblicazione definitiva.

## Consolidamento superficiale
I consolidamenti superficiali vengono fatti sulle parti esterne di un elemento per consolidarlo dopo che ha subito degli effetti dovuti al degrado, alla presenza di mancanze, macchie, ecc... . Sono interventi che vengono spesso fatti su pareti affrescate o comunque di pregio. Le operazioni di consolidamento superficiale sono volte a migliorare la coesione e l'adesione tra i materiali. I consolidanti entrano nei pori superficiali dell'elemento andando a riempire i vuoti presenti aumentando le caratteristiche meccaniche. 
Questi materiali vengono applicati per immersione, tasche, pennello, contatto, spruzzo, iniezione, colatura. Si dividono in due grandi famiglie che dipendono dall'origine, cioè organici o inorganici. Nei primi rientrano le resine acriliche e i collanti artificiali. Mentre i consolidanti inorganici sono ad esempio il latte o l'acqua di calce, il silicato di etile e l'idrossido di bario. 

### Preconsolidanti
Si può intervenire con un'azione preconsolidante solo quando ci sia una vera necessità. Questa può essere fatta prima di applicare il vero consolidante, semplicemente applicandone un dosaggio diluito o con una velatura della superficie da andare a consolidare.